# Started from the Bottom
«Started from the Bottom» (en español: «Empecé desde el fondo») es una canción del rapero canadiense Drake, lanzado como el primer sencillo de su tercer álbum de estudio, Nothing Was the Same. La canción fue producido por Mike Zombie y contó con producción adicional por Noah "40" Shebib. La canción ha trazado en muchos países, alcanzando una posición de número seis en la Billboard Hot 100. La canción contiene muestras de la música ambiental titulada "Ambessence Piano & Drones 1" del argentino Bruno Sanfilippo .

## Video musical
En enero de 2013, Drake fue vista filmando el video musical de la canción que estaba siendo dirigido por Director X. El video musical fue lanzado el 10 de febrero de 2013. El video muestra nada Bentley blanco convertible, durante una tormenta de nieve. En otras escenas, trabaja al por menor de la droguería Shoppers Drug Mart, volando un avión en su natal Toronto y baila alrededor en un club. La madre de Drake, Sandi, y los productores Boi-1da y Noah "40" Shebib también hacen una cameos en el video. Y al final se muestra Drake y sus amigos de fiesta en una villa en la República Dominicana.

## Remix
Poco después del debut de la canción Wiz Khalifa fue el primero en lanzar un remix de la canción. Machine Gun Kelly, Bow Wow, Soulja Boy, Ace Hood, Meek Mill, Chris Brown, Papoose, Wyclef Jean, Riff Raff, Arcángel & De la Ghetto, Misha B, y Karmin han lanzado sus propios remixes o freestyles a la canción. Mike Posner, Asher Roth, T. Mills, Chuck Inglish y King Chip lanzado un video musical de su remix de la canción.

## Apariciones en otros medios
- La canción aparece en un episodio de Los Simpson titulado "Gal of Constant Sorrow", cuando Bart y Milhouse visitan la tienda de 98 centavos.

## Lista de canciones
Descarga digital
| N.º | Título                    | Duración |  |
| 1.  | «Started from the Bottom» | 2:53     |  |

## Posicionamiento en listas
| Listas (2013)                               | Mejor posición |
| ------------------------------------------- | -------------- |
| Australia (ARIA)                            | 93             |
| Bélgica (Flandes) (Ultratip Bubbling Under) | 50             |
| Bélgica (Valonia) (Ultratip Bubbling Under) | 40             |
| Canadá (Canadian Hot 100)                   | 36             |
| Francia (SNEP)                              | 56             |
| Países Bajos (Mega Single Top 100)          | 91             |
| Reino Unido (UK Singles Chart)              | 25             |
| Reino Unido (UK R&B Chart)                  | 5              |
| Estados Unidos (Billboard Hot 100)          | 6              |
| Estados Unidos (Mainstream Top 40)          | 40             |
| Estados Unidos (Hot R&B/Hip-Hop Songs)      | 2              |
| Estados Unidos (Hot Rap Songs)              | 2              |

## Historial de lanzamientos
| País           | Fecha                 | Formato          | Discográfica       |
| -------------- | --------------------- | ---------------- | ------------------ |
| Estados Unidos | 6 de febrero de 2013  | Descarga digital | Cash Money Records |
| Estados Unidos | 12 de febrero de 2013 | Urban radio      | Cash Money Records |
| Estados Unidos | 9 de abril de 2013    | Mainstream radio | Cash Money Records |